# Hipparchia addenda
Hipparchia addenda är en fjärilsart som beskrevs av Tutt 1896. Hipparchia addenda ingår i släktet Hipparchia och familjen praktfjärilar. Inga underarter finns listade i Catalogue of Life.